# Крка крајолик—Доњи ток
Крка крајолик—Доњи ток је значајни крајобраз који се налази у доњем делу тока реке Крке од Шибеника до Скрадина у Шибенско-книнској жупанији у Хрватској. Заштићен је од 1968. године.

## Опис
Подручје обухвата простор од Шибенског моста до Скрадинског моста, тј. град Скрадин, са Прокљанским језером које заузима површину од 11,5 km² (друго по површини у Хрватској) и каналом св. Јосипа који се надовезује на Шибенски залив. Посебно значајни су и мало острво Стипанац на језеру, затим река Гудућа, чије ушће у Прокљан има типичне одлике ријаса, потопљеног ушћа.
Кањон реке Крке се формирао током терцијара, а данашњи облик попримио је за време плеистоцена, пре око 10.000 година. Водена површина од Скрадина па до тврђаве Св. Никола је ушће Крке, ријаског типа.

## Напомена
1. ↑  Значајни крајобраз је заштићено подручје вредне биолошке и културно историјске вредности, са очуваним јединственим обележјима погодним за рекреацију[1]. Према датој дефиницији значајни крајобраз је сличан пределу изузетних одлика у Србији[2].